# Worstead
Worstead é uma vila e freguesia no distrito de North Norfolk em Norfolk, Inglaterra, cerca de 13,0 milhas (20,9 km) de Norwich.

## Transporte
A via principal é a A149, que vai de Cromer até en:Great Yarmouth.

## Igreja
A igreja de Worstead, denominada "São Marie" (Saint Mary’s).

## Gallery

Worstead
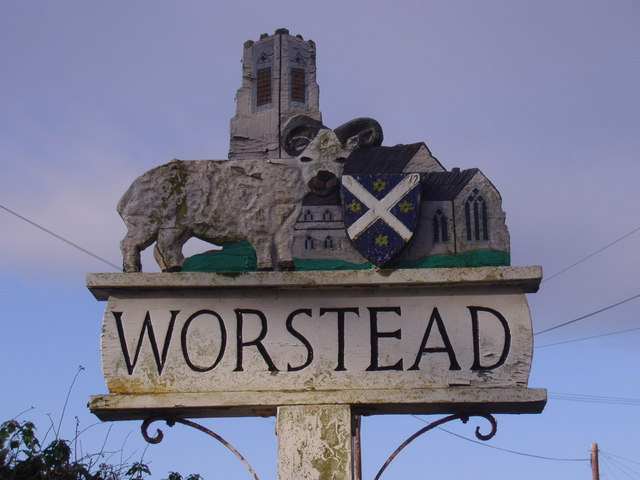
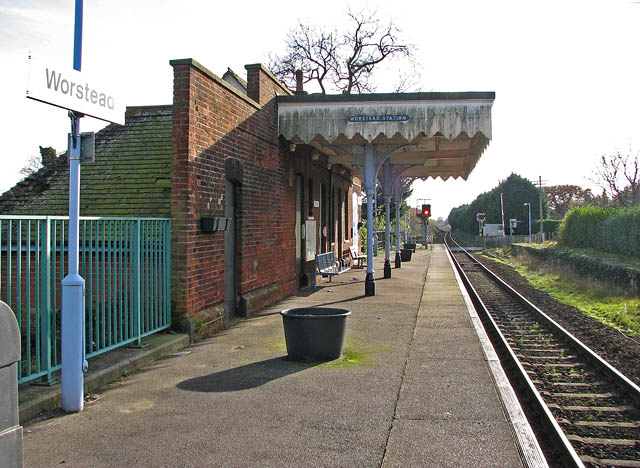
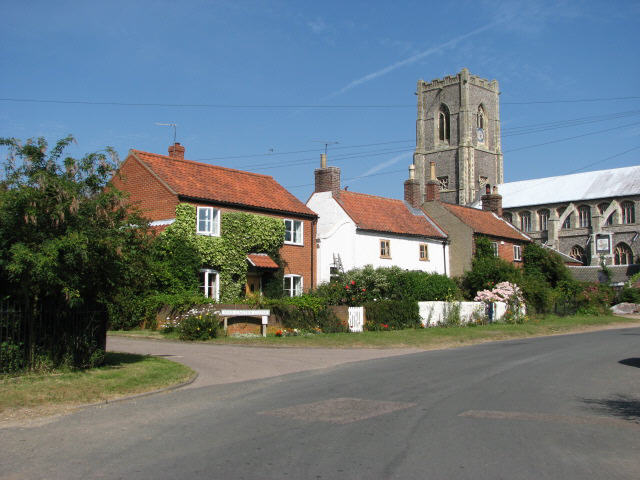
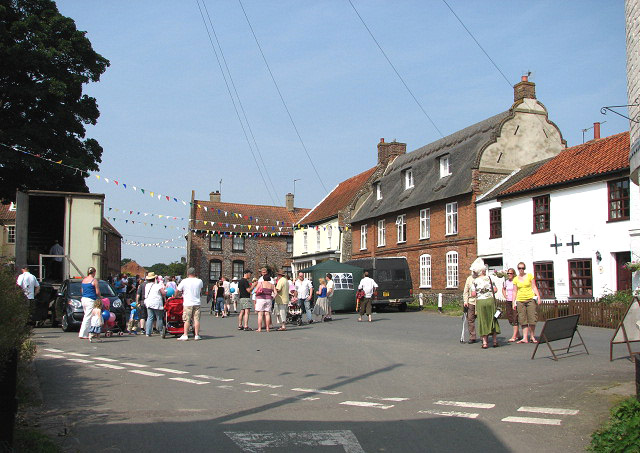